# 鲍勃·海斯

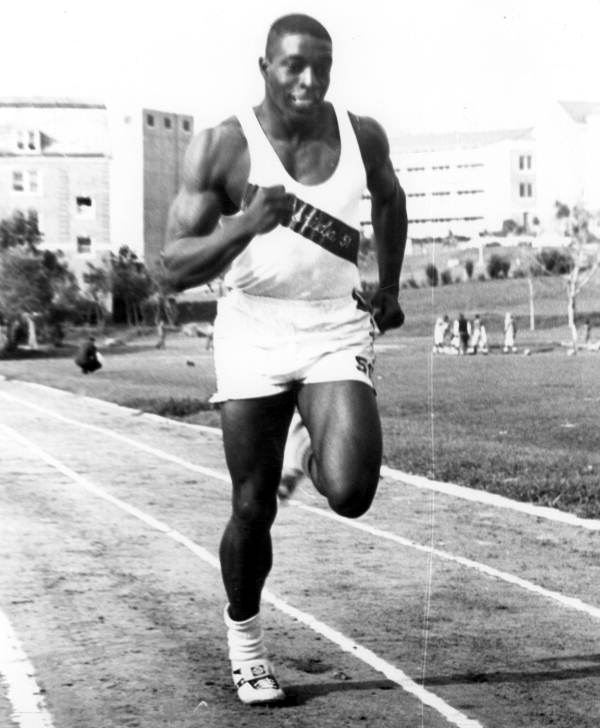
1962年

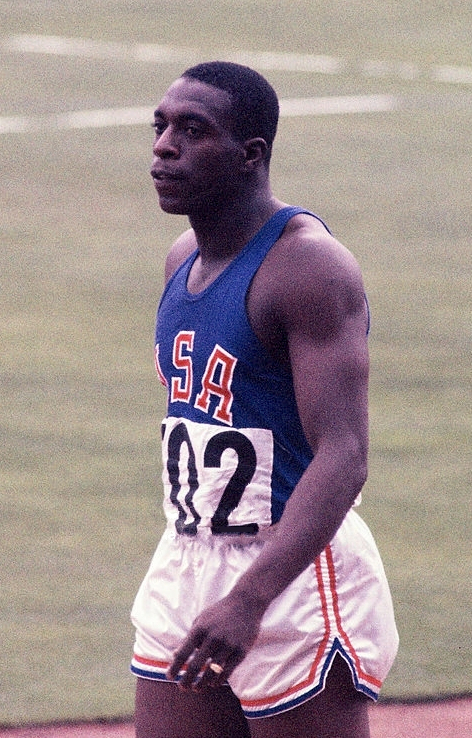
1964年夏季奧林匹克運動會田徑100公尺

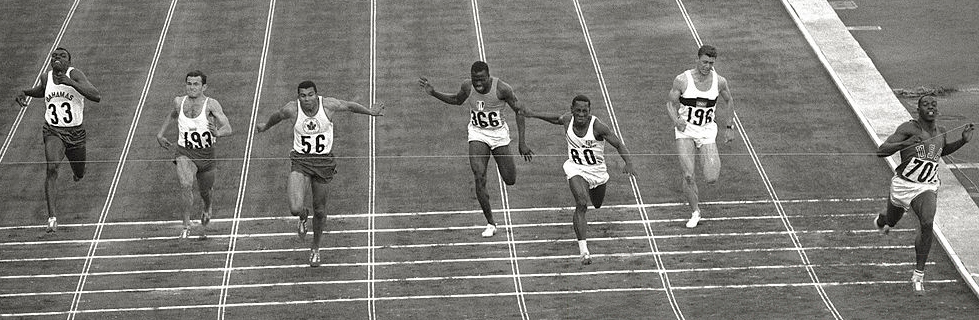
1964年夏季奧林匹克運動會田徑100公尺決賽

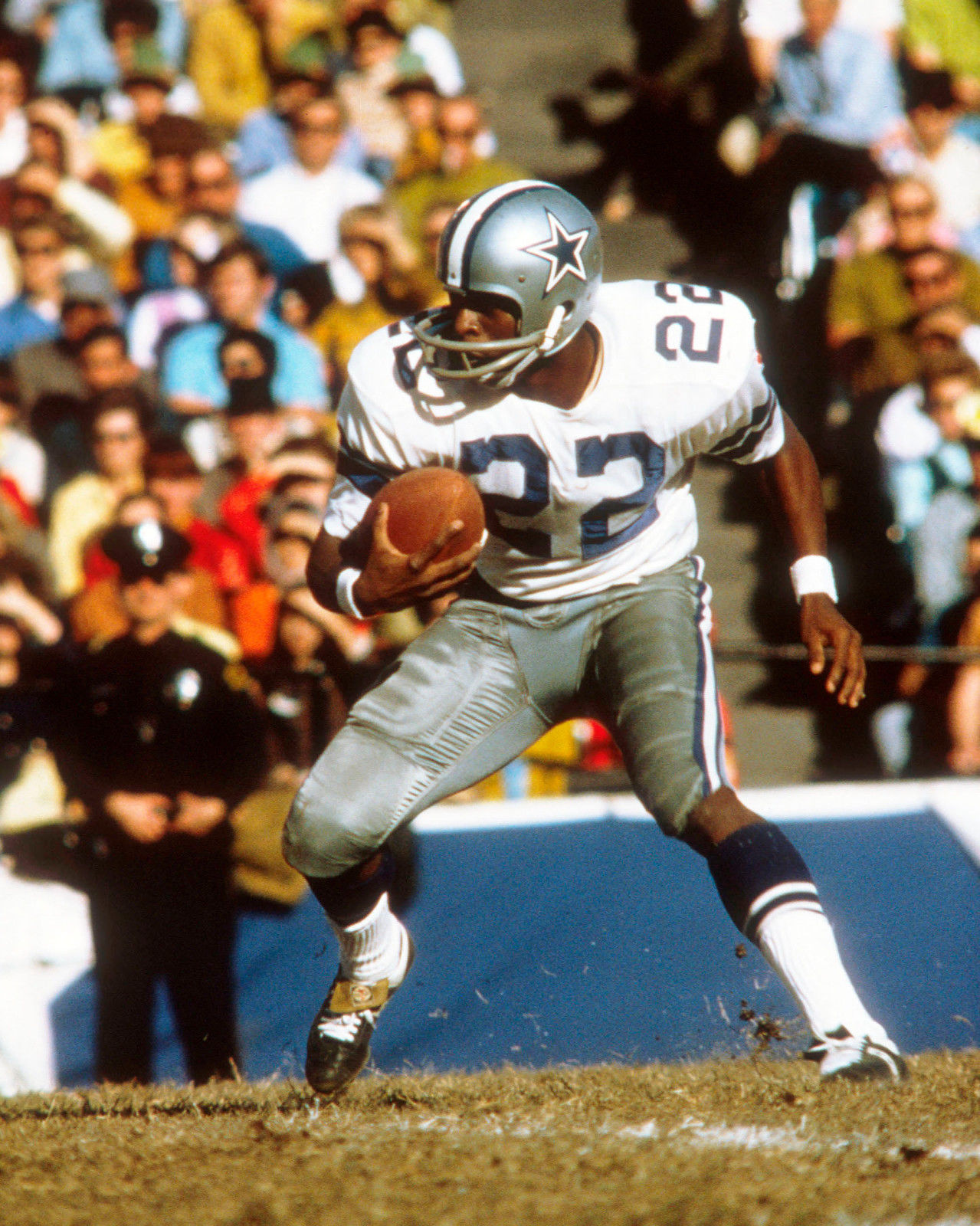
赛场上的海斯

罗伯特·李·“子弹鲍勃”·海斯（英語：Robert Lee "Bullet Bob" Hayes，1942年12月20日—2002年9月18日）是美國男子美式足球、田徑運動員。1964年夏季奧林匹克運動會田徑100公尺半決賽中，鲍比·海耶斯跑出9.91秒的成績，但因風速是順風5.28公尺/秒，成績並未承認為世界紀錄。隨後在100公尺決賽中，他以10.06秒獲得金牌。

## 外部連結
- 鲍比·海耶斯在World Athletics（英语）
- 鲍比·海耶斯在www.USATF.org（英语）
- 鲍比·海耶斯在USATF Hall of Fame (archived)（英语）
- 鲍比·海耶斯在Pro-Football-Reference.com（英语）
- 鲍比·海耶斯在Olympics.com（英语）
- 鲍比·海耶斯在Olympedia（英语）
- 鲍比·海耶斯在Team USA Hall of Fame（英语）
- 鲍比·海耶斯在Florida Sports Hall of Fame（英语）